# اسپرس خوابیده
اسپرس خوابیده، اسپرس جوردندان (نام علمی: Onobrychis aequidentata) نام یک گونه از سرده اسپرس است.